# Theodore Schellenberg
Pour les articles homonymes, voir Schellenberg (homonymie).
Theodore R. Schellenberg est un archiviste, professeur et écrivain américain (24 février 1903 - 14 janvier 1970). Il est surtout connu pour sa contribution à l’archivistique, notamment pour avoir distingué la valeur qu’un document d’archives peut avoir comme preuve de celle qu’il peut aussi avoir comme source d’information.

## Biographie
Theodore Roosevelt Schellenberg est né le 24 février 1903 à Garden Township au Kansas. Ses parents se nomment Abraham et Sarah Schellenberg. 
Il fréquente les écoles primaires McPherson (1908-12) et Hillsboro (1912-15). Il poursuit ses études secondaires à Hillsboro (1916-18) puis au Tabor Academy (1919-22). Il commence ses études universitaires au Tabor College (1924-26) et transfert à l'université du Kansas où il obtient son baccalauréat en histoire avec honneurs en 1928. Il y poursuit ses études et obtient sa maîtrise ès arts en histoire en 1930. L'université de Pennsylvanie lui décerne un doctorat en histoire en 1934.
En 1929, il marie Alma Groening. Ils ont deux enfants ensemble.
Le 14 janvier 1970, Theodore R. Schellenberg décède des suites d'une crise cardiaque à l'âge de 66 ans.

## Carrière
T.R. Schellenberg a occupé les postes suivants :
- Secrétaire exécutif du Comité mixte sur les matériaux pour la recherche, Conseil américain pour les sociétés savantes et la recherche en sciences sociales, 1934-1935
- Examinateur adjoint, Archives nationales, États-Unis, 1935-1938
- Assistant historique, Service des parcs nationaux, États-Unis, 1935
- Directeur national associé, Enquête sur les documents publics, États-Unis, 1936
- Chef des archives du département de l’Agriculture, Archives nationales, États-Unis, 1938-1945
- Chargé de cours en Australie et Nouvelle-Zélande, 1954
- Archiviste adjoint des États-Unis, 1956-1963[5]

Il est également un auteur publié. Modern Archives: Principles and Techniques (1956) et The Management of Archives (1965) sont parmi ses écrits les plus reconnus. On lui attribue la théorie du tri qui définit la valeur d'un document. La valeur primaire réfère à la raison originale de la création du document et à sa qualité de preuve. La valeur secondaire réside dans l'intérêt accordé au document comme source d'information autre que son sujet.